# Музичне приношення
«Музичне приношення» (нім. Das Musikalische Opfer), BWV 1079, — це цикл канонів, фуг та інших творів, які написав Й.-С.Бах. Засновані на темі, що її дав Баху прусський король Фрідріхом II, і присвячені йому. Оскільки інструмента, на якому треба виконуватис цикл, автор не вказав, сьогодні цей цикл можна почути виконаним на різних інструментах.

## Музика

### Королівська тема
Історія створення циклу почалася в день зустрічі Баха з прусським королем Фрідріхом II 7 травня 1747 року. Син Баха, Карл-Філіпп-Емануель, з 1740 року працював клавесиністом в капелі короля, і через нього Фрідріх передав запрошення Йоганну-Себастьяну. Тільки-но Бах приїхав, король одразу покликав його в потсдамський палац, організувавши концерт (він грав на флейті). Під час зустрічі Баху була показана новинка, піанофорте Зільбермана — ранній різновид фортепіано. У короля було декілька екземплярів цього інструмента. Бах, переходячи з кімнати в кімнату, імпровізував на них, а потім, бажаючи здивувати короля, попросив дати йому тему, щоб одразу скласти на неї фугу. Фрідріх дав йому таку тему (згодом названу королівською, або (лат. Thema Regium):
Отримавши тему, Бах негайно вигадав на неї трьохголосну фугу. На прохання скласти шестиголосну фугу на цю ж тему Бах відповів, що не всяка тема підходить для такої мети, і запропонував свою тему. Проте пізніше він все-таки виконав і це бажання короля.
Два місяці потому Бах опублікував цикл творів на «Королівську тему» , нині відомий як «Музичне приношення». Бах найменував цикл так: «Regis Iussu Cantio Et Reliqua Canonica Arte Resoluta» (дана велінням короля тема і доповнення, виконані в канонічному дусі) — акровірш, перші літери якого утворюють слово ричеркар (старовинна назва фуги).
Про те, як Фрідріх сприйняв присвячений йому твір і чи грав він його, мало що відомо.

### Будова та інструменти
В остаточному вигляді «Музичне приношення» складається з: 
- Двох ричеркарів, написаних на стількох нотоносцях, скільки в них голосів: 
  - шестиголосний ричеркар (фуга);
  - триголосний ричеркар (фуга);
- Дев'яти канонів;
- Канонічної фуги;
- Чотиричастинної тріо-сонати за участю флейти, на якій грав Фрідріх.

За винятком тріо-сонати, написаної для флейти, скрипки та генерал-баса, інші п'єси не містять вказівок щодо інструментів, на яких їх передбачається виконувати.
Зазвичай річеркари та канони граються таким чином: річеркари виконуються на клавішних інструментах, різними групами інструментів камерного ансамблю, в той час як канони виконуються інструментами тріо-сонати. Але відомі записи цього твору і на одному інструменті (піаніно, клавесин) або, навпаки, в оркестрованих варіантах.
У сучасному виконанні порядок проходження п'єс зазвичай такий: триголосний ричеркар — 6 канонів — канонічна фуга — шестиголосний ричеркар  — 2 канону — тріо-соната — канон.

### Музичні загадки
В оригіналі деякі канони з «Музичного приношення» представлені не більше ніж короткою одноголосною мелодією у декілька тактів, супроводжуваною не менш загадковою фразою на латині. Ці частини твору іноді називають загадковими канонами. Виконавець повинен розгадати загадку та правильно проінтерпретувати мелодію з написом як багатоголосний твір. Було показано, що деякі загадки мають не одне розв'язання, хоча сьогодні зазвичай публікуються більш-менш стандартні розв'язання, так що виконавець може просто грати, не замислюючись про загадки автора.
Один з цих загадкових канонів, «in augmentationem» (тобто із збільшенням тривалості нот), підписаний «Notulis crescentibus crescat Fortuna Regis» (нехай удача короля збільшиться, як ці ноти), а над модулюючим каноном, що закінчується на тон вище, ніж він починався, надписано «Ascendenteque Modulatione ascendat Gloria Regis» (і нехай слава короля зростає в міру того як сходить модуляція). 

## Адаптації та цитати XX століття
«Річеркар на 6 голосів» сам по собі був багато разів аранжований, найвідомішим є аранжування Антона Веберна, який 1935 року представив версію для невеликого оркестру, відому своїм стилем (всі мелодійні лінії передавалися від інструменту до інструменту після кожних кількох нот, так що кожна нота отримувала свій тембровий відтінок).